# Imposta sul reddito delle persone giuridiche
L'imposta sul reddito delle persone giuridiche (IRPEG) era una imposta italiana di tipo proporzionale disciplinata dal testo unico delle imposte sui redditi (Decreto del presidente della Repubblica 22/12/1986 n. 917).
Dal 1º gennaio 2004 l'Irpeg è stata sostituita dall'IRES, al fine di disciplinare il regime fiscale dei capitali e delle imprese seguendo il modello prevalente nei Paesi membri dell'Unione europea.
Il citato testo unico del 1986 è stato pertanto profondamente modificato a seguito dell'emanazione del decreto legislativo 12 dicembre 2003, n. 344 "Riforma dell'imposizione sul reddito delle società, a norma dell'articolo 4 della legge 7 aprile 2003, n. 80".